# بيورن برجلاند
بيورن برجلاند (بالسويدية: Björn Berglund)‏ هو ممثل سويدي، ولد في 1904 في السويد، وتوفي في 3 أغسطس 1968.

## وصلات خارجية
- بيورن برجلاند على موقع IMDb (الإنجليزية)
- بيورن برجلاند على موقع قاعدة بيانات الأفلام السويدية (السويدية)
- بيورن برجلاند على موقع قاعدة بيانات الفيلم (الإنجليزية)